# Rhyssemus koreanus
Rhyssemus koreanus är en skalbaggsart som beskrevs av Zdzisława Stebnicka 1980. Rhyssemus koreanus ingår i släktet Rhyssemus och familjen Aphodiidae. Inga underarter finns listade i Catalogue of Life.